# Mörsbach
Mörsbach ist eine Ortsgemeinde im Westerwaldkreis in Rheinland-Pfalz. Sie gehört der Verbandsgemeinde Hachenburg an.

## Geographische Lage
Das Dorf liegt im Westerwald zwischen Limburg an der Lahn und Siegen, im Natur- und Landschaftsschutzgebiet Kroppacher Schweiz.
Ortsteile der Gemeinde sind Obermörsbach, Niedermörsbach, Wintershof und Burbach. Zudem gehören die Wohnplätze Birkenhof, Im Hähnchen, Wiesenhof und Forsthaus zur Gemeinde.
Im Norden der Gemeinde liegen Selbach (Sieg) und Fensdorf (Verbandsgemeinde Wissen), im Südosten Kundert, im Südwesten Heimborn und im Westen Stein-Wingert.

## Geschichte
Alle vier heute zu Mörsbach gehörenden Ortschaften gehörten zum Kirchspiel Kroppach und bis Ende des 18. Jahrhunderts landesherrlich zur Grafschaft Sayn. Die Einwohner wurden nach der Einführung der Reformation in der Grafschaft Sayn erst lutherisch und später reformiert. Nach der Landesteilung der Grafschaft Sayn im 17. Jahrhundert gehörte Müschenbach zur Grafschaft Sayn-Hachenburg.
1799 kam die Grafschaft auf dem Erbweg an die Fürsten von Nassau-Weilburg. Im Zusammenhang mit der Bildung des Rheinbundes kam die Region und damit auch Mörsbach 1806 an das neu errichtete Herzogtum Nassau. Unter der nassauischen Verwaltung waren die beiden Gemeinden Niedermörsbach und Obermörsbach dem Amt Hachenburg zugeordnet. Burbach  und Wintershof waren bereits Teile der Gemeinde Niedermörsbach. Nach der Annexion des Herzogtums Nassau, kamen beide Gemeinden 1866 an das Königreich Preußen und gehörten von 1868 an zur Provinz Hessen-Nassau und zum Oberwesterwaldkreis. Seit 1946 ist die heutige Ortsgemeinde Mörsbach Teil des Landes Rheinland-Pfalz.
Die Gemeinde wurde am 7. Juni 1969 aus den bis dahin selbstständigen Gemeinden Niedermörsbach (276 Einwohner) und Obermörsbach (248 Einwohner) unter dem Namen „Mörsbach (Oberwesterwaldkreis)“ neu gebildet. Der Namensbestandteil „(Oberwesterwaldkreis)“ entfiel am 1. Januar 1975.

### Kulturdenkmäler
→ siehe Liste der Kulturdenkmäler in Mörsbach

### Ober- und Niedermörsbach

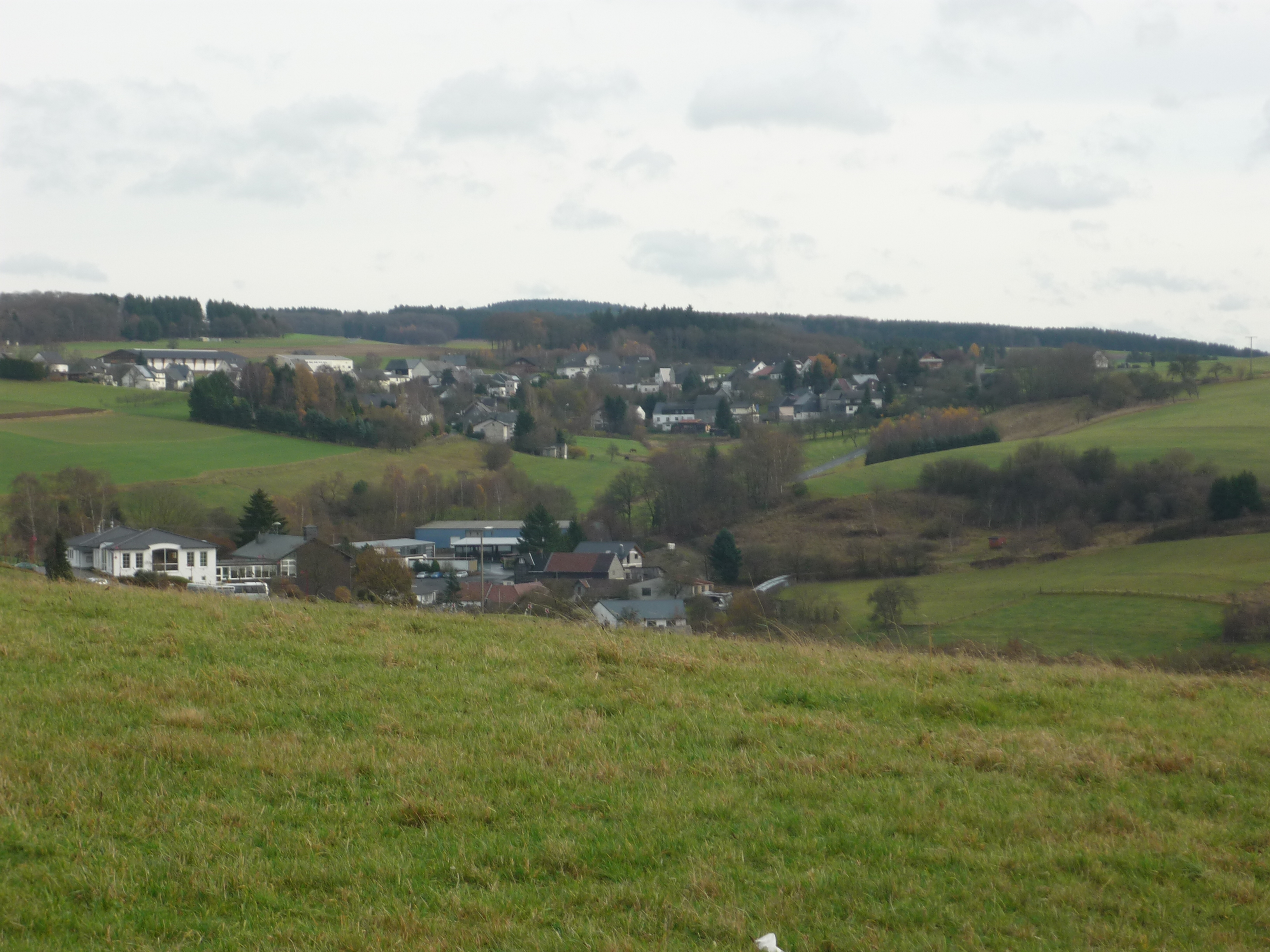
Blick auf Niedermörsbach und Obermörsbach, vorn links die ehemalige Grundschule, jetzt Bürgerhaus und Kindergarten

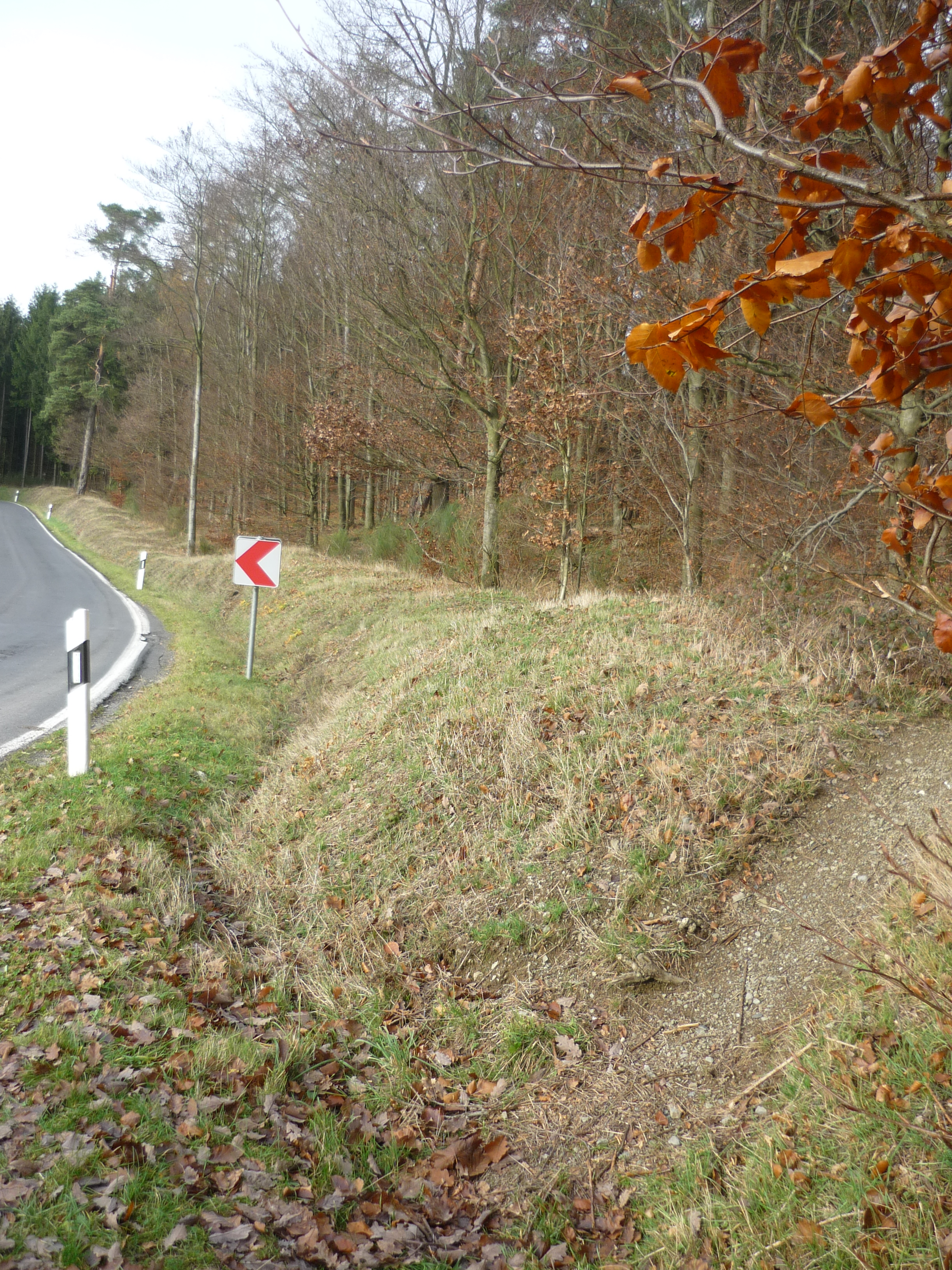
Historische Erdwälle an der ehemaligen preußisch-nassauischen Grenze zwischen Burbach (Mörsbach) und Brunken

1335 wurde Mörsbach als Mersbach erstmals als in einer Urkunde erwähnt, als Albero, Priester der Kirche zu Hamm an der Sieg und seine Schwester ihre Güter an die Abtei Marienstatt verschenkten. Der Name Obermörsbach erscheint erstmals 1562, Niedermörsbach 1569; im Jahr 1609 wird auch ein Mittelmörsbach genannt. Der Name Mörsbach ist abgeleitet vom gleichnamigen Bach und bedeutet so viel wie sumpfiges Gelände. 1579 hatte Obermörsbach acht Häuser und 1793 deren 16, Niedermörsbach dagegen 1579 13, 1653 neun Räuche, 1714 14 Männer und 1793 89 Einwohner. Niedermörsbach hatte 1764 eine Winterschule, offenbar deutlich früher als viele andere Orte der Region.
In der Gemarkung Mörsbach liegen zwei ehemalige Eisenerzgruben (Paul und Schellert). Ein Stollen („Freischütz“) befindet sich 300 m südöstlich von Helmeroth am Burbachseifen, wo schon vor 1856 Eisenerz im Stollenbetrieb abgebaut wurde. Vor 1866 gab es Schwierigkeiten um den Abbau, weil die Grube genau auf der Grenze zwischen dem Königreich Preußen und dem Herzogtum Nassau lag. Zu den Anlagen gehörte ein Zechenhaus, ein Förderturm, eine Zwillingsfördermaschine und ein Saugmotor. Vorhanden sind lediglich noch die Abraumhalden.

### Burbach

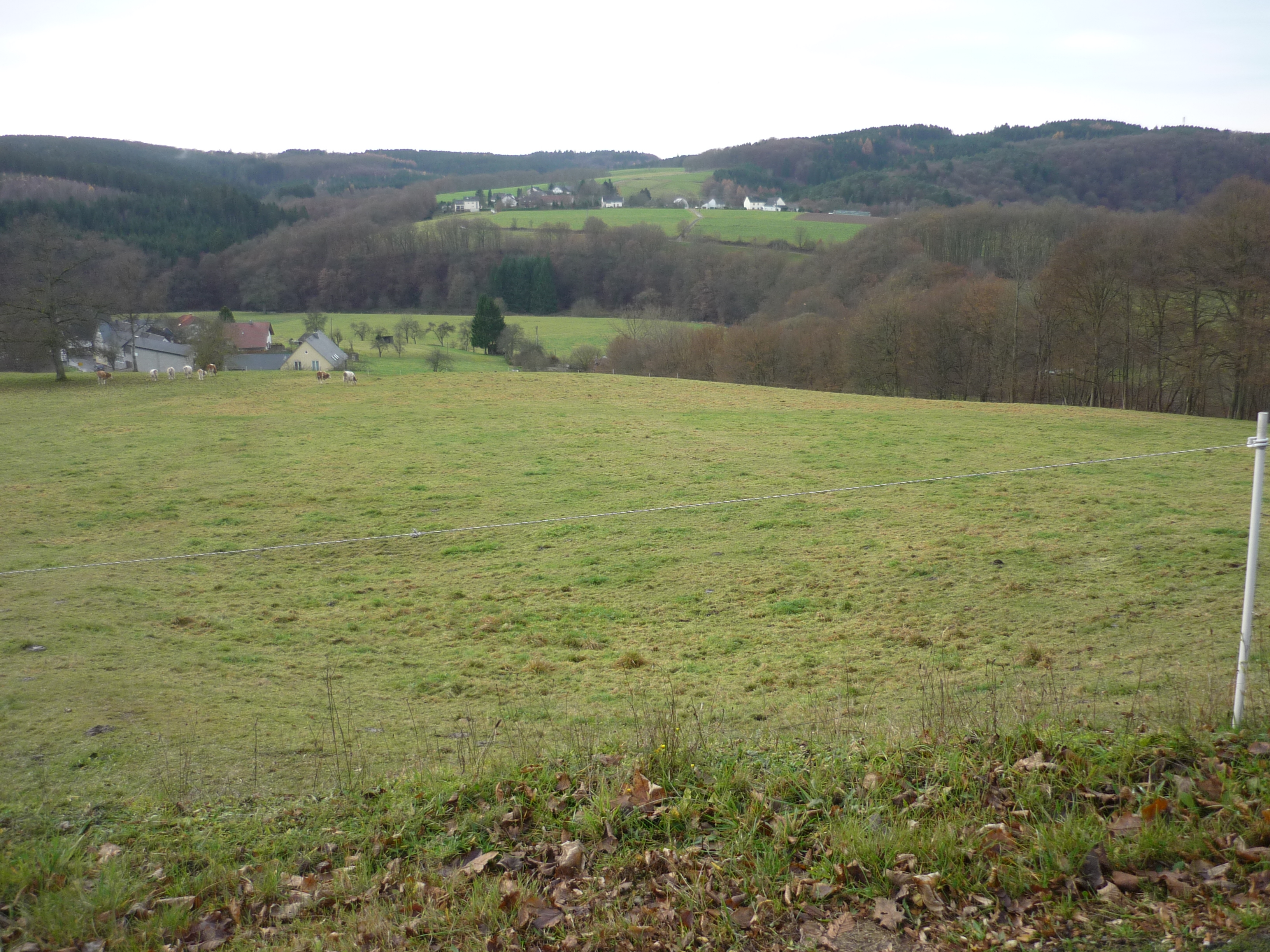
Landschaft in der Kroppacher Schweiz, Stein-Wingert Richtung Idelberg

Von Wilhelm von Reichenstein erhielt im Jahr 1451 die Abtei Marienstatt u. a. auch den großen und kleinen Zehnten von Burbach. Als -bach-Ort ist Burbach eine sehr alte Siedlung. Der Name hat sich aus dem Althochdeutschen pur (= Haus, Wohnung) auf die Siedlung übertragen. 1579 hatte der Ort drei Häuser, 1624 sieben Feuerstätten, 1714 zehn Männer  und 1793 44 Einwohner. Gut erhalten sind zwei alte Fachwerkhäuser.
In der Gemarkung Burbach, Richtung Brunken, an der historischen Grenze der nassauischen Territorien, liegen Erdwälle, deren Ursprung nicht geklärt ist.

### Wintershof
Der kleinste Ortsteil Wintershof war früher ein einzelner Hof, dessen Besitzer Winter hieß. In einer Urkunde von 1550 heißt es „zu Merspach in Winterßhof“. 1793 hatte Wintershof drei Häuser.

### Bevölkerungsentwicklung
Die Entwicklung der Einwohnerzahl von Mörsbach bezogen auf das heutige Gemeindegebiet; die Werte von 1871 bis 1987 beruhen auf Volkszählungen:
| Jahr | Einwohner |
| 1815 | 213       |
| 1835 | 256       |
| 1871 | 283       |
| 1905 | 377       |
| 1939 | 436       |

| Jahr | Einwohner |
| 1950 | 479       |
| 1961 | 499       |
| 1970 | 523       |
| 1987 | 454       |
| 2005 | 487       |

## Politik

### Bürgermeister
Christian Winter ist seit 2024 Ortsbürgermeister von Mörsbach.
Sein Vorgänger war Egon Müller seit 1994.

## Alte Schule

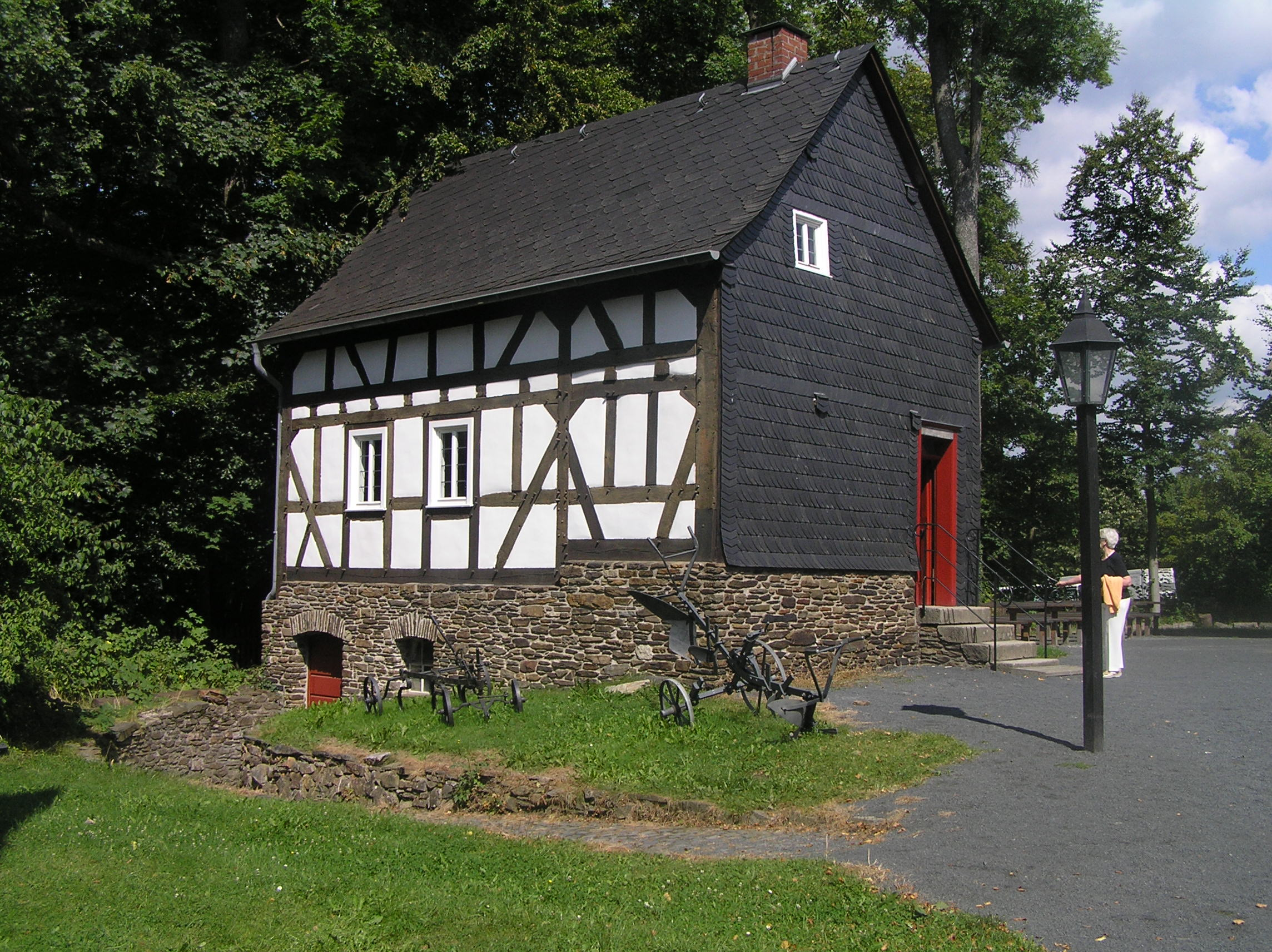
Schule aus Obermörsbach

Die Schule aus Obermörsbach wurde Anfang der 1980er-Jahre abgebaut und im Landschaftsmuseum Westerwald wieder aufgebaut.

## Verkehr
Südlich des Ortes verläuft die B 414, die von Hohenroth nach Hachenburg führt. Die nächsten Autobahnanschlussstellen sind in Siegen, Wilnsdorf oder Herborn an der A 45 Dortmund–Gießen. Der nächstgelegene ICE-Halt ist der Bahnhof Montabaur an der Schnellfahrstrecke Köln–Rhein/Main.